# ماسواریوو ، آنتسالووا
ماسواریوو (به لاتین: Masoarivo) یک منطقهٔ مسکونی در ماداگاسکار است که در آنتسالوا (بخش) واقع شده‌است.
 ماسواریوو  ۸٬۰۰۰ نفر جمعیت دارد و ۹ متر بالاتر از سطح دریا واقع شده‌است.